# Enca
Enca, egentligen Ruensa Haxhia, född 19 oktober 1995 i Tirana, är en albansk sångerska. 
Enca debuterade i Kënga Magjike år 2012, då hon tillsammans med Big Basta framförde låten "All That" i Kënga Magjike 14. De tog sig vidare till semifinalen av tävlingen där de fick 243 poäng vilket räckte till en 27:e plats av 43 deltagare, där topp 20 tog sig till final.
I februari 2013 presenterade hon låten "Dua të jesh ti" som sitt bidrag till den tionde upplagan av Top Fest. Enca var en av artisterna som tog sig vidare till semifinalerna. Sommaren 2013 släppte hon sin första egna singel "Jepe tash". Under våren 2014 deltog hon i Top Fest 11 med balladen "Ishim në".
I slutet på juli 2014 släppte hon låten "A po t'pëlqen" med tillhörande musikvideo som blev mycket framgångsrik. Låten fick internationell spridning på grund av att videoklipp på Enca spridits på Youtube. Låtens officiella musikvideo hade i september samma år över 4 miljoner visningar. I december samma år släppte hon tillsammans med Mozzik låten "Edhe njo" och i juli 2015 släpptes musikvideon till låten "Soul Killa". Hösten 2015 släppte hon även musikvideon och singeln "Call Me Goddess".
I april 2016 släppte Enca låten "Dreq" med tillhörande musikvideo.